# NGC 3791
NGC 3791 ist eine linsenförmige Galaxie vom Hubble-Typ SB0 im Sternbild Becher am Südsternhimmel. Sie ist schätzungsweise 240 Millionen Lichtjahre von der Milchstraße entfernt.
Das Objekt wurde am 22. Februar 1787 vom deutsch-britischen Astronomen Wilhelm Herschel entdeckt.